# 풍비
풍비(馮丕, ?~?)는 북연의 제2대 천왕인 풍발의 동생이다. 414년 이전에 내란을 일으킨 뒤 고구려로 망명했다.